# Geschiedenis van Rijsel

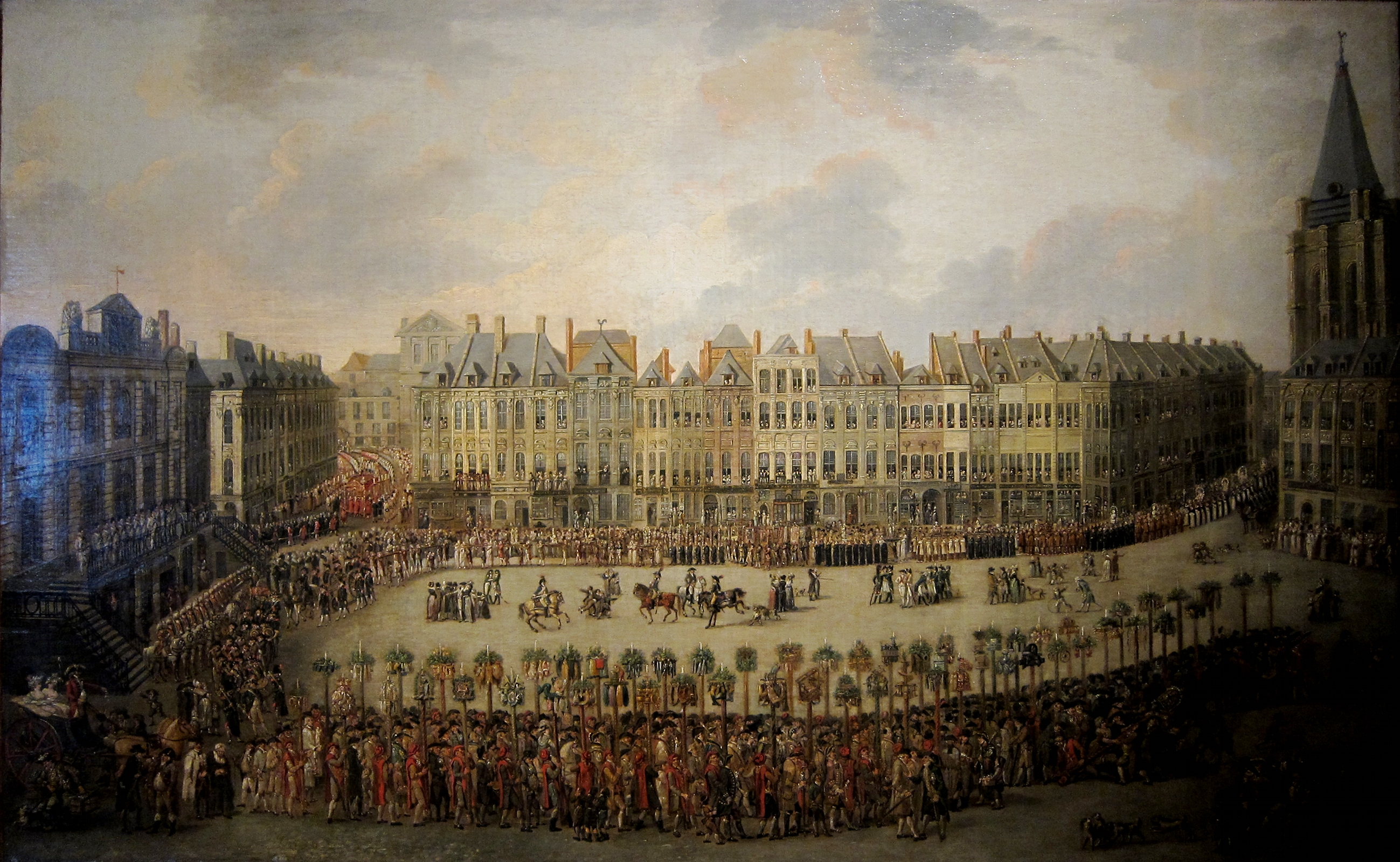
De grote processie van Rijsel in 1789 op de Grand-Place (François Watteau, 1801)

Dit artikel behandelt de geschiedenis van Rijsel, de stad die in het Frans Lille heet. Het was een Vlaamse stad die deel uitmaakte van de Bourgondische en Spaanse Nederlanden tot hij in 1667 door verovering werd opgenomen in Frankrijk. De stad maakte in de 19e eeuw een grootschalige industrialisatie door en groeide tot een bevolking van 233.000 in 2018. Begin 21e eeuw is het de kern van een metropolitaan gebied met 1,2 miljoen inwoners.
Rijsel is vermoedelijk ontstaan uit een villa van de graven van Vlaanderen. Deze groeide in de 11e eeuw uit tot het Hôtel de la Salle. In dit castellum Islense verschanste graaf Boudewijn V van Vlaanderen zich in 1054, toen keizer Hendrik III tegen hem optrok. Het volgende jaar stichtte Boudewijn met zijn vrouw Adela van Mesen het seculiere Sint-Pieterskapittel, dat hij in 1066 een groot charter verleende.
Archeologisch is in Rijsel al bewoning vastgesteld in de 9e en de 10e eeuw, maar een stedelijke agglomeratie (oppidum) met een forum en dus handelaars vormde zich pas later, in dialoog met het 11e-eeuwse castrum, dat een rechthoek van niet minder dan tien hectare innam. De primitieve stad lag op een eiland in de Deule, wat ook haar naam zou verklaren: het Isla/Islense uit de oudste oorkonden wordt vrij snel gevolgd door Insula/Insulensis en zou er een vulgaire vorm van zijn. Van dit Latijnse woord voor eiland is ook de Franse naam afgeleid (Lille uit l'Isle), terwijl de Nederlandse naam Rijsel tot stand kwam via de tussenstap Ter IJssel dan wel Lissele. Rijsel werd de hoofdstad van Rijsels-Vlaanderen, het zuidelijke, min of meer zelfstandige deel van het graafschap Vlaanderen. De stad was van bij zijn ontstaan Franssprekend.

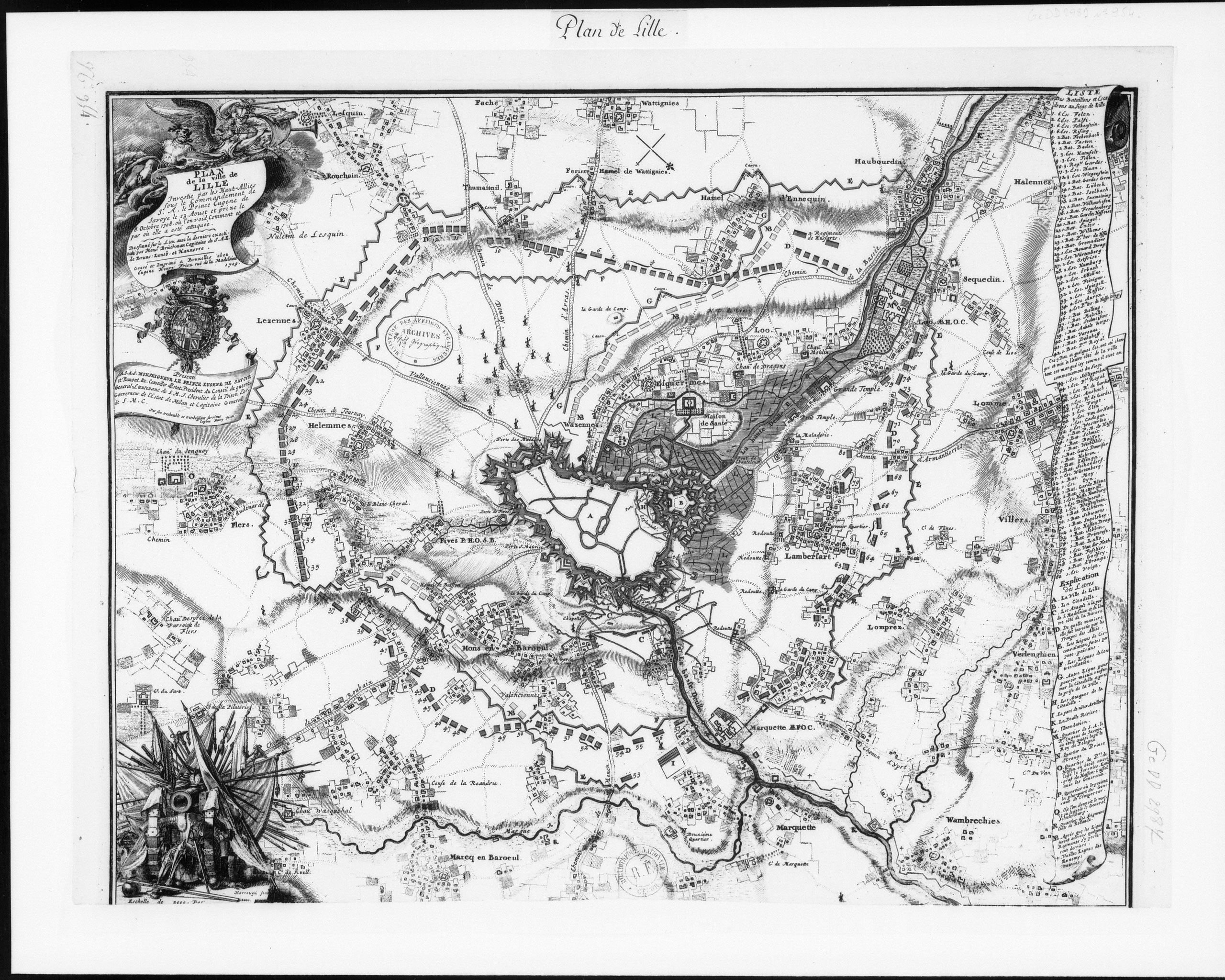
Kaart uit 1708, die de Nederlandse belegering en inname beschrijft

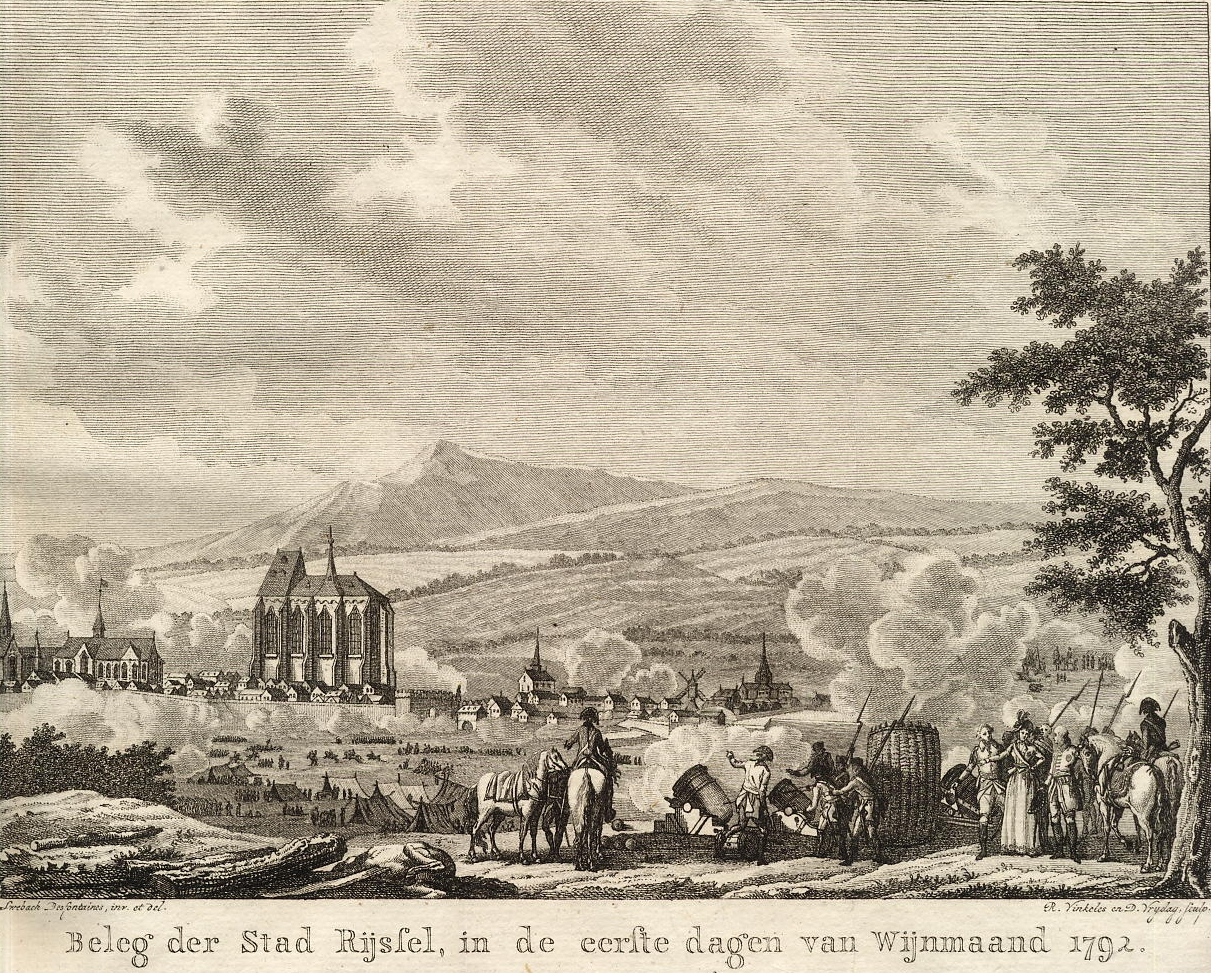
Bombardement van de belegerde stad Rijsel in 1792

Tijdens de Vlaamse Opstand (1297-1305) werd Rijsel op korte tijd drie keer belegerd. In 1297 werd de stad ingenomen door het Franse leger, na verwoede gevechten waarbij de inwoners zich wegens gebrek aan proviand overgaven. In de nasleep van de Guldensporenslag nam een Vlaams leger de stad vrij eenvoudig terug. Rijsel opende de poorten op 15 augustus 1302 nadat militaire steun door de koning was uitgebleven. Na de slag bij Pevelenberg in 1304 werd Rijsel opnieuw door de Fransen belegerd. Een ontzettingsleger onder Jan I van Namen kwam ter plaatse maar ging niet in de aanval en sloot een wapenstilstand in de abdij van Marquette. Dit voorakkoord werd gevolgd door het Verdrag van Athis-sur-Orge, dat drie Frans-Vlaamse kasselrijen overhevelde naar het Franse kroondomein, met daarin Rijsel. In 1369 werd Rijsel weer losgemaakt uit het kroondomein toen de afgestane streek als huwelijksgeschenk aan Filips de Stoute werd geschonken.
Onder de Bourgondische hertogen was Rijsel een van de voornamere vorstelijke residenties. Ze bouwden er onder meer het Palais Rihour en vestigden er centraliserende instellingen als de Camere van den Rade en de Rekenkamer van Vlaanderen. Op 17 februari 1454, enkele maanden na de Val van Constantinopel, werd te Rijsel het Banket van de Fazant gehouden, waar hertog Filips de Goede tot de kruistocht tegen de Turken opriep. Pas tien jaar later zeilde men uit.
Economisch was Rijsel in de eerste plaats een lakenstad, waar een ambachtelijk georganiseerde textielindustrie werd aangestuurd door een commerciële elite. Het luxelaken ging in crisis rond 1330 en was tegen 1350 nagenoeg ingestort. Het Rijselse handelskapitaal richtte zich meer op de landelijke omgeving en creëerde een afwerkingsnijverheid. In de late 15e en vooral in de 16e eeuw vond een geslaagde reconversie plaats naar lichte saaien en gemengde fusteinen.
Als commercieel centrum werden te Rijsel al vroeg in de 16e eeuw lutheranen gesignaleerd en vervolgd. Ook een calvinistische gemeenschap schoot er vanaf 1539 wortel. Op strenge onderdrukking in 1545 volgde vanaf 1552 een nieuwe evangelisatie door Guy de Bray. Na zeven terechtstellingen in 1555 vluchtte hij naar Gent. De hervormde gemeente kreeg nog wel nieuwe leiders, maar het hoogtepunt was voorbij en tijdens de Beeldenstorm van 1566 bleef het rustig in de stad. Hoewel Rijsel van buitenaf nog herhaaldelijk werd bestookt door protestantse rebellen uit Moeskroen (de zogenaamde Hurlus), bleef de stad hoofdzakelijk rooms-katholiek en koningsgetrouw. Binnen de muren kreeg een actie van de Zélateurs du bien public felle tegenwind. Toen de muitende Malcontenten in september 1578 Menen innamen en Gent een gezamenlijke militaire actie voorstelde, weigerde het Rijselse stadsbestuur zijn medewerking. Op 30 maart 1579 sloot Rijsel zich aan bij de Unie van Atrecht. In 1581-1582 deden opstandelingen vergeefse pogingen om de stad in te nemen, wat de populaire verbeelding achteraf dankte aan Jeanne Maillotte.
In de 17e eeuw breidde Rijsel drie keer zijn grondgebied uit: in 1603-1605 met 17 hectare in het zuidwesten, in 1617-1622 met de 30 hectare van de Madeleineparochie, en in 1670 met de citadel en de faubourg Saint-Pierre. Bij die laatste uitbreiding was de stad al overgegaan van Spaanse naar Franse heerschappij. In 1667 was de Franse koning Lodewijk XIV de Devolutieoorlog begonnen en belegerde hij Rijsel, dat werd ingenomen. Het volgende jaar hechtte het Verdrag van Aken de stad aan bij Frankrijk, dit tot ongenoegen van de meeste van haar bewoners. Het werd de hoofdstad van de Franse provincie Flandre, geplaatst onder het militaire gezag van een gouverneur-generaal. De stad had ook een particuliere gouverneur en een aparte commandant in de citadel. Die laatste was vanaf 1667 opgericht door Vauban. Vanaf 1670 werden grote werken ondernomen, met de stadsuitbreiding en de bouwactiviteiten in de wijken Saint-André en Madeleine. Het nieuwe bewind liet zich ook gelden in het huizenbestand: op last van de overheid werden overal de traditionele houten gevels en strooien daken vervangen door metselwerk, leien en dakpannen.
Tijdens de Spaanse Successieoorlog werd Rijsel op de Fransen veroverd door een Brits-Staatse leger onder Eugenius van Savoye. Van 1708 tot 1713 was de streek in handen van Nederlandse troepen, maar ze werd bij de Vrede van Utrecht aan Frankrijk teruggegeven.
In de periode van de Franse Revolutie werd onder meer de Sint-Pieterskerk afgebroken. Op 20 april 1792 verklaarde de Wetgevende Vergadering in Parijs de oorlog aan koning Frans van Hongarije en Bohemen, zijnde aan de Oostenrijkers. Rijsel stond in de frontlinie en reageerde paranoïde op de eerste treffens (na de slag bij Marquain werd generaal Dillon gelyncht en ook een als vrouw verklede priester). De stad werd van 29 september 1792 tot 6 oktober 1792 zwaar beschoten door Karel van Oostenrijk-Teschen. Dat beleg mislukte en de Franse generaal Dumouriez zag daarna kans de gehele Zuidelijke Nederlanden te veroveren, na de overwinning in de Slag bij Jemappes.
In de 19e eeuw kenden Rijsel en omstreken een snelle bevolkingsstijging door industrialisatie. De textielindustrie trok veel immigranten aan, vooral Vlamingen en immigranten uit Polen. De inwijking uit België versterkte een tijd lang het Vlaamse karakter van de stad. Zo werd Sinterklaas gevierd, Vlaamse woorden vonden hun weg in het Rijsels-Franse dialect: crâne, huche in de betekenis van deur, en "quinquin", van het Zuid-Vlaamse "kinneken". De inwijking en industrialisatie zorgde er ook voor, dat Rijsel zijn sterk rooms-katholieke karakter verloor. De van oudsher rooms-katholieke stad, waar in 1881 het Eerste Internationale Eucharistische Congres werd gehouden, werd links. In 1888 componeerde de in Gent geboren Pierre De Geyter er de Internationale, en in 1896 werd Gustave Delory er de eerste socialistische burgemeester van een Franse stad. Eveneens in de loop van de 19e eeuw werd voor het beeldje van Notre Dame de la Treille een nieuwe basiliek gebouwd, die pas na de Tweede Wereldoorlog werd afgewerkt.
Tijdens de Eerste Wereldoorlog had de stad zwaar te lijden onder bombardementen. Een groot deel van het stadscentrum werd door brand verwoest. De ineenstorting van de textielhandel na 1929 zorgde voor grote armoede in Rijsel. Na 1980 zorgde een nieuwe crisis in de textielindustrie, maar ook een crisis in de metaalindustrie en het stopzetten van de steenkolenwinning in het hele Département du Nord, voor grote werkloosheid. De stad koos toen voor uitbreiding van de dienstenindustrie. Na 2000 begonnen de bevolkingscijfers weer te stijgen. Nadat het inwonertal tussen 1936 en 1982 daalde van 240.747 tot 168.424, ondanks de aanhechting van Hellemmes en Lomme, was het in 2004 weer gestegen naar 226.800.

## Voetnoten
1. ↑  Brigitte Meijns, Aken of Jeruzalem? Het ontstaan en de hervorming van de kanonikale instellingen in Vlaanderen tot circa 1155, vol. 1, 2000, p. 479-481
2. ↑  Georges Declercq, "Le comte Baudouin V de Flandre et les origines urbaines de Lille", in: Revue belge de philologie et d'histoire, tome 89, fasc. 1, 2011, p. 228. DOI:10.3406/rbph.2011.8169
3. ↑  Declercq, p. 231
4. ↑  Patrick Chorley, "The 'draperies légères' of Lille, Arras, Tournai, Valenciennes. New materials for new markets?", in: Marc Boone en Walter Prevenier, La draperie ancienne des Pays-Bas, 1993, p. 151-166
5. ↑  Marie-Paule Willens-Closset, "Le protestantisme à Lille jusqu'à la veille de la révolution des Pays-Bas (1521-1525)", in: Revue du Nord, 1970, p. 199-216. DOI:10.3406/rnord.1970.3067
6. ↑  Robert S. DuPlessis, Lille and the Dutch Revolt. Urban Stability in an Era of Revolution, 1500-1582, 2002, p. 283
7. ↑  Alain Salamagne, "La maison de bois et de terre dans les Pays-Bas méridionaux vers 1400" in: La construction en pan de bois au Moyen Âge et à la Renaissance, eds. Clément Alix en Frédéric Épaud, 2013, § 3. DOI:10.4000/books.pufr.7899
8. ↑  Dat was lang de normale aanspreking voor een Rijsels jongetje dankzij het Rijselse wiegeliedje van Alexandre Desrousseaux, "Mon petit Quinquin", onder meer over het naderende Sinterklaasfeest. Zie Tekst van Mon petit Quinquin, met vertaling in het Frans